# Khazret Sultan
Le Khazret Sultan est une montagne d'Asie centrale, située à la frontière entre l'Ouzbékistan et le Tadjikistan. Avec 4 643 m d'altitude, elle constitue le point culminant de l'Ouzbékistan.

## Toponymie
Le sommet s'est également appelé pic du 22e Congrès du Parti Communiste.